# 벨기에 야구 국가대표팀
야구 국가 대표팀은 국제 경기에 벨기에를 대표하여 참가하는 야구 국가대표팀이다. 유럽 야구 연맹에 소속되어 있다. 유럽 야구 선수권 대회에서 1967년 대회에서 우승을 했고, 준우승은 총 2번 했다.

## 역대 국제 대회 성적

### 월드 베이스볼 클래식
- 2006년 - 불참
- 2009년 - 불참
- 2013년 - 불참

### 하계 올림픽
- 1992년 - 예선 탈락
- 1996년 - 예선 탈락
- 2000년 - 예선 탈락
- 2004년 - 예선 탈락
- 2008년 - 예선 탈락

### 유럽 야구 선수권 대회
- 1954년 - 3 위
- 1955년 - 준우승
- 1956년 - 준우승
- 1967년 - 우승
- 1977년 - 3 위
- 1979년 - 3 위
- 1983년 - 3 위
- 1985년 - 3 위
- 1995년 - 3 위
- 1997년 - 6 위
- 1999년 - 6 위
- 2001년 - 9 위
- 2003년 - 11 위
- 2010년 - 10 위
- 2012년 - 9 위
- 2014년 - 7 위
- 2016년 - 6 위